# Teardown
Teardown（ティアーダウン）は、Tuxedo Labsによって開発および発売された2022年のサンドボックスゲーム。

## 概要
本作は、2017年に前職のMediocreを解散した後、技術の開発を開始したデニス・グスタフソンが開発した独自のゲームエンジンを使用している。彼は当初、レイトレーシングで破壊可能なボクセルを実装し、いくつかのデザインを破棄した後、2フェーズ強盗のコンセプトを考案した。元凡庸なデザイナーのエミール・ベングトソンと緊密に協力する一方で、グスタフソンはXで定期的に開発の最新情報を共有し、その結果、人気を博したため、ティアダウンでは従来のマーケティングを追求しなかった。このゲームは2019年10月に発表され、2020年10月に早期アクセスゲームとして利用可能になり、キャンペーンの半分が、もう半分は2021年12月に追加され、2022年4月にリリースされた。
Teardownは、早期アクセスフェーズに至るまで、そしてその最中に肯定的な反応を示し、リリースと同時に好評を博した。批評家は、ゲームの物理学、インタラクティブ性、グラフィックの実装、アートスタイル、音楽を賞賛された。キャンペーンの進行やストーリーについては賛否両論の意見が寄せられ、一部のコントロール要素も批判された。MODのサポートは、その潜在的な長寿の主な要因として挙げられた。Teardownは2022年8月までに110万本を売り上げ、このゲームの成功により、Tuxedo LabsはEmbracer Group傘下のSaber Interactiveに買収された。2023年11月には、Saber Interactiveから発売されたPlayStation 5とXbox Series X/Sの移植版が発売された。

## ストーリー
主人公はルーケレー解体サービス（LÖCKELLE TEARDOWN SERVICES）として建造物の破壊や物品の盗難の依頼を受ける。

## 登場人物
主人公
ルーケレー解体サービスの一員。
トレーシー
主人公の母親で、ルーケレー解体サービスの営業部長。
パリサ・ターディマン
ルーケレー警察署の犯罪捜査官。
ゴードン・ウー
エヴァータイド・モールの運営者。レース愛好家でもあり、自宅のゴードン邸にはサーキットがある。
ローレンス・リー・Jr.
リーケミカルの3代目のCEO。最初は有望なスタートを切ったが、徐々に金銭に目が眩むようになり、裏社会の有名人でもある。
アントン・ウルフ
ウルフ建設代表取締役。
ジリアン・ジョンソン
ケルシー保険グループルーケレー支店の損害査定人。
アマナタイド

エレナ・フェルナンデス

## 評価

### 受賞
| 年   | 賞                                         | 部門                              | 結果       | 備考        |
| ---- | ------------------------------------------ | --------------------------------- | ---------- | ----------- |
| 2021 | インディペンデント・ゲーム・フェスティバル | Excellence in Design              | 受賞       | [ 2 ] [ 3 ] |
| 2021 | インディペンデント・ゲーム・フェスティバル | Seumas McNally Grand Prize        | ノミネート | [ 2 ] [ 3 ] |
| 2022 | ゴールデンジョイスティックアワード         | Best Indie Game                   | ノミネート | [ 4 ]       |
| 2022 | ゴールデンジョイスティックアワード         | PC Game of the Year               | ノミネート | [ 4 ]       |
| 2022 | ゴールデンジョイスティックアワード         | Ultimate Game of the Year         | ノミネート | [ 5 ]       |
| 2022 | Steamアワード                              | Most Innovative Gameplay          | ノミネート | [ 6 ]       |
| 2023 | 第26回D.I.C.E. Awards                      | Outstanding Technical Achievement | ノミネート | [ 7 ]       |